# Marquesado de Valverde
El marquesado de Valverde es un título nobiliario español que el rey Felipe IV confirió al IX duque de Medina Sidonia, el 20 de julio de 1640, para el primogénito que naciese del segundo matrimonio que acababa de contraer con Juana Fernández de Córdoba, hija del marqués de Priego. En virtud de las capitulaciones matrimoniales pactadas con los marqueses de Priego, el duque había fundado un mayorazgo que vinculaba su aldea de Valverde del Camino, en el condado de Niebla, y una serie de bienes y derechos en favor de este nasciturus y sus sucesores.
El año siguiente vino al mundo Francisco de Guzmán, marqués de Valverde, y tras su prematura muerte en 1661, el título y la vinculación pasaron a su hermano Juan Claros, que terminaría convirtiéndose en duque de Medina Sidonia en 1667, por fallecer inesperadamente el duque Gaspar Juan, hermano mayor de ambos y fruto del primer matrimonio de su padre. Con esto, el pequeño mayorazgo de Valverde se reintegró en la casa de Medina Sidonia, y el título desapareció.
No obstante, en 1952 fue rehabilitado a Rosario Álvarez de Toledo, hermana del XX duque de Medina Sidonia, que le había cedido sus derechos, y desde entonces la dignidad permanece en su descendencia.

## Historia

### Su creación y corta vida
En 1637, el IX duque de Medina Sidonia, Gaspar Alonso Pérez de Guzmán el Bueno, quedó viudo de su mujer y tía la duquesa Ana de Guzmán, hermana de su padre, y al año siguiente perdió a su hijo menor, Gaspar Antonio. Aparte de sus hijos naturales, solo quedaba con vida el conde de Niebla, su heredero, por lo que decidió volver a casarse para garantizar la sucesión de su casa. El duque buscó entonces una alianza que aumentase sus redes de poder en la baja Andalucía, y desechada la idea de un enlace con una hija del duque de Arcos, al parecer por la oposición del rey, entró en tratos con los marqueses de Priego y duques de Feria, Alonso Fernández de Córdoba el Mudo y Juana Enríquez de Ribera -el linaje más influyente del reino de Córdoba-, para casar con su hija Juana.
Las negociaciones se llevaron a cabo en Madrid por apoderados de ambas partes, el de Medina Sidonia fue su pariente el conde duque de Olivares, valido y principal ministro de Felipe IV, asistido por su sobrino Luis de Haro. Los marqueses de Priego pusieron como condición fundar un mayorazgo de 16.000 ducados de renta anual para el primogénito del nuevo enlace, que garantizase su futuro y la posición de su madre en caso de fallecimiento del duque, pues su pensión de viudedad saldría de este nuevo mayorazgo, evitándoles así depender del sucesor, que no sería su hijo o hermano entero. Aceptadas las condiciones, el 10 de octubre de 1639 se firmaron las capitulaciones matrimoniales y se celebró la boda por poderes, en la que el conde duque representó a Medina Sidonia. Ya en enero, Olivares y Haro obtuvieron el permiso regio para fundar el mayorazgo, con facultad para vincular en él la dote de Juana, 100.000 ducados, y los 10.000 ducados que le correspondían en concepto de arras. Además, la influencia cortesana de estos personajes logró que el rey otorgase un título de marqués para el poseedor de este mayorazgo, por real despacho de 20 de julio de 1640.
Entonces, el duque organizó un suntuoso viaje nupcial para recoger a su mujer en Montilla, la capital del estado de Priego, donde se celebrarían las velaciones que ratificarían el matrimonio por poderes. Con un multitudinario cortejo de carrozas, caballos, mulos y casi trescientas personas entre músicos, criados de librea, su guardia personal, parientes y altos cargos de su casa, Medina Sidonia partió de Sanlúcar y atravesó Andalucía, protagonizando entradas triunfales en ciudades de realengo como Écija, donde fue recibido por las autoridades municipales y aclamado por la población, y en capitales de señorío como Osuna, cuyo duque le agasajó espléndidamente. Este despliegue de poder y riqueza -en un momento de acuciantes problemas de liquidez-, y hasta su propia estrategia matrimonial, están relacionados con la conspiración que fraguaba el duque para levantar Andalucía, y que, descubierta en 1641, nunca llegó a producirse.
Aunque existe controversia sobre si se trataba de un verdadero alzamiento independentista o un de golpe de Estado para rebajar la presión fiscal y cambiar la belicosa política exterior del reino, contraria a los intereses comerciales andaluces, el duque confesó la conjura ante Felipe IV y Olivares, fue exiliado de Andalucía y encarcelado en el castillo de Coca en agosto de 1642. Al mismo tiempo, la duquesa Juana recibió orden del rey de abandonar Sanlúcar con sus hijos Francisco y Juan Claros, éste apenas un recién nacido, y se instaló con los marqueses de Priego en Puente Genil y Montilla. El primogénito, nacido en 1641, era marqués de Valverde conforme a las disposiciones previas a su nacimiento, y en todos los documentos aparece nombrado como «el marquesito» o «el marqués».

### Rehabilitación
Siglos después, el 19 de febrero de 1931, Rosario Álvarez de Toledo y Caro solicitó la rehabilitación del marquesado de Valverde, cuyos derechos le había cedido su hermano el XX duque de Medina Sidonia con motivo de su reciente boda con el financiero y abogado del estado valenciano Salvador Ferrandis Luna. Esta iniciativa fue abortada por el advenimiento de la Segunda República en abril de ese año, pues su constitución abolió el reconocimiento estatal a los títulos nobiliarios. Sin embargo, una vez terminada la Guerra Civil, Franco volvió a constituir el país en reino por la Ley de Sucesión en la Jefatura del Estado, y en 1948 restableció la legislación nobiliaria. Así, Rosario pudo reanudar el curso del proceso en 1949, y finalmente el título le fue rehabilitado por decreto de 12 de diciembre de 1952.

## Marqueses de Valverde
|                                     | Titular                                    | Periodo                | Refs                   |
| Creación por Felipe IV              | Creación por Felipe IV                     | Creación por Felipe IV | Creación por Felipe IV |
| ----------------------------------- | ------------------------------------------ | ---------------------- | ---------------------- |
| I                                   | Francisco de Guzmán                        | 1641-1661              |                        |
| II                                  | Juan Claros de Guzmán                      | 1661-1667              |                        |
| Rehabilitación por Francisco Franco |                                            |                        |                        |
| III                                 | María del Rosario Álvarez de Toledo y Caro | 1952-1955              | [ 4 ]                  |
| IV                                  | Salvador Ferrandis y Álvarez de Toledo     | 1957-2015              | [ 16 ]                 |
| V                                   | Salvador Ferrandis y González              | desde 2016             | [ 17 ]                 |

### Árbol genealógico
|                                                                                    |                                                                                    |                                                                                    |                                                                                    |                                                                                    |                                                                                    |  |  | Gaspar Alonso Pérez de Guzmán el Bueno, IX duque de Medina Sidonia (1602-1664)                |                                                                                               |                                                                                               |                                                                                               |                                                                                               |                                                                                               |  |  | | | | | | |  |  | | | | | | |  |  |  |  |  |  |  |  |  |  |
|                                                                                    |                                                                                    |                                                                                    |                                                                                    |                                                                                    |                                                                                    |  |  |                                                                                               |                                                                                               |                                                                                               |                                                                                               |                                                                                               |                                                                                               |  |  | | | | | | |  |  | | | | | | |  |  |  |  |  |  |  |  |  |  |
|                                                                                    |                                                                                    |                                                                                    |                                                                                    |                                                                                    |                                                                                    |  |  |                                                                                               |                                                                                               |                                                                                               |                                                                                               |                                                                                               |                                                                                               |  |  | | | | | | |  |  | | | | | | |  |  |  |  |  |  |  |  |  |  |
| Gaspar Juan Alonso Pérez de Guzmán el Bueno, X duque de Medina Sidonia (1630-1667) | Gaspar Juan Alonso Pérez de Guzmán el Bueno, X duque de Medina Sidonia (1630-1667) | Gaspar Juan Alonso Pérez de Guzmán el Bueno, X duque de Medina Sidonia (1630-1667) | Gaspar Juan Alonso Pérez de Guzmán el Bueno, X duque de Medina Sidonia (1630-1667) | Gaspar Juan Alonso Pérez de Guzmán el Bueno, X duque de Medina Sidonia (1630-1667) | Gaspar Juan Alonso Pérez de Guzmán el Bueno, X duque de Medina Sidonia (1630-1667) |  |  | Francisco de Guzmán, I marqués de Valverde (1641-1661)                                        | Francisco de Guzmán, I marqués de Valverde (1641-1661)                                        | Francisco de Guzmán, I marqués de Valverde (1641-1661)                                        | Francisco de Guzmán, I marqués de Valverde (1641-1661)                                        | Francisco de Guzmán, I marqués de Valverde (1641-1661)                                        | Francisco de Guzmán, I marqués de Valverde (1641-1661)                                        |  |  | Juan Claros de Guzmán, II marqués de Valverde, luego XI duque de Medina Sidonia (1642-1713)                  | Juan Claros de Guzmán, II marqués de Valverde, luego XI duque de Medina Sidonia (1642-1713)                  | Juan Claros de Guzmán, II marqués de Valverde, luego XI duque de Medina Sidonia (1642-1713)                  | Juan Claros de Guzmán, II marqués de Valverde, luego XI duque de Medina Sidonia (1642-1713)                  | Juan Claros de Guzmán, II marqués de Valverde, luego XI duque de Medina Sidonia (1642-1713)                  | Juan Claros de Guzmán, II marqués de Valverde, luego XI duque de Medina Sidonia (1642-1713)                  |  |  | | | | | | |  |  |  |  |  |  |  |  |  |  |
| Gaspar Juan Alonso Pérez de Guzmán el Bueno, X duque de Medina Sidonia (1630-1667) | Gaspar Juan Alonso Pérez de Guzmán el Bueno, X duque de Medina Sidonia (1630-1667) | Gaspar Juan Alonso Pérez de Guzmán el Bueno, X duque de Medina Sidonia (1630-1667) | Gaspar Juan Alonso Pérez de Guzmán el Bueno, X duque de Medina Sidonia (1630-1667) | Gaspar Juan Alonso Pérez de Guzmán el Bueno, X duque de Medina Sidonia (1630-1667) | Gaspar Juan Alonso Pérez de Guzmán el Bueno, X duque de Medina Sidonia (1630-1667) |  |  | Francisco de Guzmán, I marqués de Valverde (1641-1661)                                        | Francisco de Guzmán, I marqués de Valverde (1641-1661)                                        | Francisco de Guzmán, I marqués de Valverde (1641-1661)                                        | Francisco de Guzmán, I marqués de Valverde (1641-1661)                                        | Francisco de Guzmán, I marqués de Valverde (1641-1661)                                        | Francisco de Guzmán, I marqués de Valverde (1641-1661)                                        |  |  | Juan Claros de Guzmán, II marqués de Valverde, luego XI duque de Medina Sidonia (1642-1713)                  | Juan Claros de Guzmán, II marqués de Valverde, luego XI duque de Medina Sidonia (1642-1713)                  | Juan Claros de Guzmán, II marqués de Valverde, luego XI duque de Medina Sidonia (1642-1713)                  | Juan Claros de Guzmán, II marqués de Valverde, luego XI duque de Medina Sidonia (1642-1713)                  | Juan Claros de Guzmán, II marqués de Valverde, luego XI duque de Medina Sidonia (1642-1713)                  | Juan Claros de Guzmán, II marqués de Valverde, luego XI duque de Medina Sidonia (1642-1713)                  |  |  | | | | | | |  |  |  |  |  |  |  |  |  |  |
|                                                                                    |                                                                                    |                                                                                    |                                                                                    |                                                                                    |                                                                                    |  |  |                                                                                               |                                                                                               |                                                                                               |                                                                                               |                                                                                               |                                                                                               |  |  | Manuel Alonso Pérez de Guzmán el Bueno, XII duque de Medina Sidonia (1671-1721)                              | | | | | |  |  | | | | | | |  |  |  |  |  |  |  |  |  |  |
|                                                                                    |                                                                                    |                                                                                    |                                                                                    |                                                                                    |                                                                                    |  |  |                                                                                               |                                                                                               |                                                                                               |                                                                                               |                                                                                               |                                                                                               |  |  | | | | | | |  |  | | | | | | |  |  |  |  |  |  |  |  |  |  |
|                                                                                    |                                                                                    |                                                                                    |                                                                                    |                                                                                    |                                                                                    |  |  |                                                                                               |                                                                                               |                                                                                               |                                                                                               |                                                                                               |                                                                                               |  |  | | | | | | |  |  | | | | | | |  |  |  |  |  |  |  |  |  |  |
|                                                                                    |                                                                                    |                                                                                    |                                                                                    |                                                                                    |                                                                                    |  |  | Domingo José Claros Alonso Pérez de Guzmán el Bueno, XIII duque de Medina Sidonia (1691-1739) | Domingo José Claros Alonso Pérez de Guzmán el Bueno, XIII duque de Medina Sidonia (1691-1739) | Domingo José Claros Alonso Pérez de Guzmán el Bueno, XIII duque de Medina Sidonia (1691-1739) | Domingo José Claros Alonso Pérez de Guzmán el Bueno, XIII duque de Medina Sidonia (1691-1739) | Domingo José Claros Alonso Pérez de Guzmán el Bueno, XIII duque de Medina Sidonia (1691-1739) | Domingo José Claros Alonso Pérez de Guzmán el Bueno, XIII duque de Medina Sidonia (1691-1739) |  |  | Juana Pérez de Guzmán, marquesa de Villafranca († 1736)                                                      | Juana Pérez de Guzmán, marquesa de Villafranca († 1736)                                                      | Juana Pérez de Guzmán, marquesa de Villafranca († 1736)                                                      | Juana Pérez de Guzmán, marquesa de Villafranca († 1736)                                                      | Juana Pérez de Guzmán, marquesa de Villafranca († 1736)                                                      | Juana Pérez de Guzmán, marquesa de Villafranca († 1736)                                                      |  |  | | | | | | |  |  |  |  |  |  |  |  |  |  |
|                                                                                    |                                                                                    |                                                                                    |                                                                                    |                                                                                    |                                                                                    |  |  | Domingo José Claros Alonso Pérez de Guzmán el Bueno, XIII duque de Medina Sidonia (1691-1739) | Domingo José Claros Alonso Pérez de Guzmán el Bueno, XIII duque de Medina Sidonia (1691-1739) | Domingo José Claros Alonso Pérez de Guzmán el Bueno, XIII duque de Medina Sidonia (1691-1739) | Domingo José Claros Alonso Pérez de Guzmán el Bueno, XIII duque de Medina Sidonia (1691-1739) | Domingo José Claros Alonso Pérez de Guzmán el Bueno, XIII duque de Medina Sidonia (1691-1739) | Domingo José Claros Alonso Pérez de Guzmán el Bueno, XIII duque de Medina Sidonia (1691-1739) |  |  | Juana Pérez de Guzmán, marquesa de Villafranca († 1736)                                                      | Juana Pérez de Guzmán, marquesa de Villafranca († 1736)                                                      | Juana Pérez de Guzmán, marquesa de Villafranca († 1736)                                                      | Juana Pérez de Guzmán, marquesa de Villafranca († 1736)                                                      | Juana Pérez de Guzmán, marquesa de Villafranca († 1736)                                                      | Juana Pérez de Guzmán, marquesa de Villafranca († 1736)                                                      |  |  | | | | | | |  |  |  |  |  |  |  |  |  |  |
|                                                                                    |                                                                                    |                                                                                    |                                                                                    |                                                                                    |                                                                                    |  |  | Pedro de Alcántara Alonso de Guzmán el Bueno, XIV duque de Medina Sidonia (1724-1777)         | Pedro de Alcántara Alonso de Guzmán el Bueno, XIV duque de Medina Sidonia (1724-1777)         | Pedro de Alcántara Alonso de Guzmán el Bueno, XIV duque de Medina Sidonia (1724-1777)         | Pedro de Alcántara Alonso de Guzmán el Bueno, XIV duque de Medina Sidonia (1724-1777)         | Pedro de Alcántara Alonso de Guzmán el Bueno, XIV duque de Medina Sidonia (1724-1777)         | Pedro de Alcántara Alonso de Guzmán el Bueno, XIV duque de Medina Sidonia (1724-1777)         |  |  | Antonio Álvarez de Toledo, X marqués de Villafranca (1716-1773)                                              | Antonio Álvarez de Toledo, X marqués de Villafranca (1716-1773)                                              | Antonio Álvarez de Toledo, X marqués de Villafranca (1716-1773)                                              | Antonio Álvarez de Toledo, X marqués de Villafranca (1716-1773)                                              | Antonio Álvarez de Toledo, X marqués de Villafranca (1716-1773)                                              | Antonio Álvarez de Toledo, X marqués de Villafranca (1716-1773)                                              |  |  | | | | | | |  |  |  |  |  |  |  |  |  |  |
|                                                                                    |                                                                                    |                                                                                    |                                                                                    |                                                                                    |                                                                                    |  |  | Pedro de Alcántara Alonso de Guzmán el Bueno, XIV duque de Medina Sidonia (1724-1777)         | Pedro de Alcántara Alonso de Guzmán el Bueno, XIV duque de Medina Sidonia (1724-1777)         | Pedro de Alcántara Alonso de Guzmán el Bueno, XIV duque de Medina Sidonia (1724-1777)         | Pedro de Alcántara Alonso de Guzmán el Bueno, XIV duque de Medina Sidonia (1724-1777)         | Pedro de Alcántara Alonso de Guzmán el Bueno, XIV duque de Medina Sidonia (1724-1777)         | Pedro de Alcántara Alonso de Guzmán el Bueno, XIV duque de Medina Sidonia (1724-1777)         |  |  | Antonio Álvarez de Toledo, X marqués de Villafranca (1716-1773)                                              | Antonio Álvarez de Toledo, X marqués de Villafranca (1716-1773)                                              | Antonio Álvarez de Toledo, X marqués de Villafranca (1716-1773)                                              | Antonio Álvarez de Toledo, X marqués de Villafranca (1716-1773)                                              | Antonio Álvarez de Toledo, X marqués de Villafranca (1716-1773)                                              | Antonio Álvarez de Toledo, X marqués de Villafranca (1716-1773)                                              |  |  | | | | | | |  |  |  |  |  |  |  |  |  |  |
|                                                                                    |                                                                                    |                                                                                    |                                                                                    |                                                                                    |                                                                                    |  |  |                                                                                               |                                                                                               |                                                                                               |                                                                                               |                                                                                               |                                                                                               |  |  | | | | | | |  |  | | | | | | |  |  |  |  |  |  |  |  |  |  |
|                                                                                    |                                                                                    |                                                                                    |                                                                                    |                                                                                    |                                                                                    |  |  |                                                                                               |                                                                                               |                                                                                               |                                                                                               |                                                                                               |                                                                                               |  |  | José Álvarez de Toledo, duque de Alba, XI marqués de Villafranca XV duque de Medina Sidonia (1756-1796)      | José Álvarez de Toledo, duque de Alba, XI marqués de Villafranca XV duque de Medina Sidonia (1756-1796)      | José Álvarez de Toledo, duque de Alba, XI marqués de Villafranca XV duque de Medina Sidonia (1756-1796)      | José Álvarez de Toledo, duque de Alba, XI marqués de Villafranca XV duque de Medina Sidonia (1756-1796)      | José Álvarez de Toledo, duque de Alba, XI marqués de Villafranca XV duque de Medina Sidonia (1756-1796)      | José Álvarez de Toledo, duque de Alba, XI marqués de Villafranca XV duque de Medina Sidonia (1756-1796)      |  |  | Francisco de Borja Álvarez de Toledo, XII marqués de Villafranca, XVI duque de Medina Sidonia (1763-1821)   | Francisco de Borja Álvarez de Toledo, XII marqués de Villafranca, XVI duque de Medina Sidonia (1763-1821) | Francisco de Borja Álvarez de Toledo, XII marqués de Villafranca, XVI duque de Medina Sidonia (1763-1821) | Francisco de Borja Álvarez de Toledo, XII marqués de Villafranca, XVI duque de Medina Sidonia (1763-1821) | Francisco de Borja Álvarez de Toledo, XII marqués de Villafranca, XVI duque de Medina Sidonia (1763-1821) | Francisco de Borja Álvarez de Toledo, XII marqués de Villafranca, XVI duque de Medina Sidonia (1763-1821) |  |  |  |  |  |  |  |  |  |  |
|                                                                                    |                                                                                    |                                                                                    |                                                                                    |                                                                                    |                                                                                    |  |  |                                                                                               |                                                                                               |                                                                                               |                                                                                               |                                                                                               |                                                                                               |  |  | José Álvarez de Toledo, duque de Alba, XI marqués de Villafranca XV duque de Medina Sidonia (1756-1796)      | José Álvarez de Toledo, duque de Alba, XI marqués de Villafranca XV duque de Medina Sidonia (1756-1796)      | José Álvarez de Toledo, duque de Alba, XI marqués de Villafranca XV duque de Medina Sidonia (1756-1796)      | José Álvarez de Toledo, duque de Alba, XI marqués de Villafranca XV duque de Medina Sidonia (1756-1796)      | José Álvarez de Toledo, duque de Alba, XI marqués de Villafranca XV duque de Medina Sidonia (1756-1796)      | José Álvarez de Toledo, duque de Alba, XI marqués de Villafranca XV duque de Medina Sidonia (1756-1796)      |  |  | Francisco de Borja Álvarez de Toledo, XII marqués de Villafranca, XVI duque de Medina Sidonia (1763-1821)   | Francisco de Borja Álvarez de Toledo, XII marqués de Villafranca, XVI duque de Medina Sidonia (1763-1821) | Francisco de Borja Álvarez de Toledo, XII marqués de Villafranca, XVI duque de Medina Sidonia (1763-1821) | Francisco de Borja Álvarez de Toledo, XII marqués de Villafranca, XVI duque de Medina Sidonia (1763-1821) | Francisco de Borja Álvarez de Toledo, XII marqués de Villafranca, XVI duque de Medina Sidonia (1763-1821) | Francisco de Borja Álvarez de Toledo, XII marqués de Villafranca, XVI duque de Medina Sidonia (1763-1821) |  |  |  |  |  |  |  |  |  |  |
|                                                                                    |                                                                                    |                                                                                    |                                                                                    |                                                                                    |                                                                                    |  |  |                                                                                               |                                                                                               |                                                                                               |                                                                                               |                                                                                               |                                                                                               |  |  | | | | | | |  |  | Pedro de Alcántara Álvarez de Toledo, XIII marqués de Villafranca, XVII duque de Medina Sidonia (1803-1867) | | | | | |  |  |  |  |  |  |  |  |  |  |
|                                                                                    |                                                                                    |                                                                                    |                                                                                    |                                                                                    |                                                                                    |  |  |                                                                                               |                                                                                               |                                                                                               |                                                                                               |                                                                                               |                                                                                               |  |  | | | | | | |  |  | | | | | | |  |  |  |  |  |  |  |  |  |  |
|                                                                                    |                                                                                    |                                                                                    |                                                                                    |                                                                                    |                                                                                    |  |  |                                                                                               |                                                                                               |                                                                                               |                                                                                               |                                                                                               |                                                                                               |  |  | | | | | | |  |  | José Álvarez de Toledo, XVIII duque de Medina Sidonia (1826-1900)                                           | | | | | |  |  |  |  |  |  |  |  |  |  |
|                                                                                    |                                                                                    |                                                                                    |                                                                                    |                                                                                    |                                                                                    |  |  |                                                                                               |                                                                                               |                                                                                               |                                                                                               |                                                                                               |                                                                                               |  |  | | | | | | |  |  | | | | | | |  |  |  |  |  |  |  |  |  |  |
|                                                                                    |                                                                                    |                                                                                    |                                                                                    |                                                                                    |                                                                                    |  |  |                                                                                               |                                                                                               |                                                                                               |                                                                                               |                                                                                               |                                                                                               |  |  | | | | | | |  |  | Joaquín Álvarez de Toledo, XIX duque de Medina Sidonia (1865-1915)                                          | | | | | |  |  |  |  |  |  |  |  |  |  |
|                                                                                    |                                                                                    |                                                                                    |                                                                                    |                                                                                    |                                                                                    |  |  |                                                                                               |                                                                                               |                                                                                               |                                                                                               |                                                                                               |                                                                                               |  |  | | | | | | |  |  | | | | | | |  |  |  |  |  |  |  |  |  |  |
|                                                                                    |                                                                                    |                                                                                    |                                                                                    |                                                                                    |                                                                                    |  |  |                                                                                               |                                                                                               |                                                                                               |                                                                                               |                                                                                               |                                                                                               |  |  | | | | | | |  |  | | | | | | |  |  |  |  |  |  |  |  |  |  |
|                                                                                    |                                                                                    |                                                                                    |                                                                                    |                                                                                    |                                                                                    |  |  |                                                                                               |                                                                                               |                                                                                               |                                                                                               |                                                                                               |                                                                                               |  |  | Joaquín Álvarez de Toledo, XX duque de Medina Sidonia (1894-1955) Con sucesión en la casa de Medina Sidonia. | Joaquín Álvarez de Toledo, XX duque de Medina Sidonia (1894-1955) Con sucesión en la casa de Medina Sidonia. | Joaquín Álvarez de Toledo, XX duque de Medina Sidonia (1894-1955) Con sucesión en la casa de Medina Sidonia. | Joaquín Álvarez de Toledo, XX duque de Medina Sidonia (1894-1955) Con sucesión en la casa de Medina Sidonia. | Joaquín Álvarez de Toledo, XX duque de Medina Sidonia (1894-1955) Con sucesión en la casa de Medina Sidonia. | Joaquín Álvarez de Toledo, XX duque de Medina Sidonia (1894-1955) Con sucesión en la casa de Medina Sidonia. |  |  | Rosario Álvarez de Toledo, III marquesa de Valverde (1901-1955)                                             | Rosario Álvarez de Toledo, III marquesa de Valverde (1901-1955)                                           | Rosario Álvarez de Toledo, III marquesa de Valverde (1901-1955)                                           | Rosario Álvarez de Toledo, III marquesa de Valverde (1901-1955)                                           | Rosario Álvarez de Toledo, III marquesa de Valverde (1901-1955)                                           | Rosario Álvarez de Toledo, III marquesa de Valverde (1901-1955)                                           |  |  |  |  |  |  |  |  |  |  |
|                                                                                    |                                                                                    |                                                                                    |                                                                                    |                                                                                    |                                                                                    |  |  |                                                                                               |                                                                                               |                                                                                               |                                                                                               |                                                                                               |                                                                                               |  |  | Joaquín Álvarez de Toledo, XX duque de Medina Sidonia (1894-1955) Con sucesión en la casa de Medina Sidonia. | Joaquín Álvarez de Toledo, XX duque de Medina Sidonia (1894-1955) Con sucesión en la casa de Medina Sidonia. | Joaquín Álvarez de Toledo, XX duque de Medina Sidonia (1894-1955) Con sucesión en la casa de Medina Sidonia. | Joaquín Álvarez de Toledo, XX duque de Medina Sidonia (1894-1955) Con sucesión en la casa de Medina Sidonia. | Joaquín Álvarez de Toledo, XX duque de Medina Sidonia (1894-1955) Con sucesión en la casa de Medina Sidonia. | Joaquín Álvarez de Toledo, XX duque de Medina Sidonia (1894-1955) Con sucesión en la casa de Medina Sidonia. |  |  | Rosario Álvarez de Toledo, III marquesa de Valverde (1901-1955)                                             | Rosario Álvarez de Toledo, III marquesa de Valverde (1901-1955)                                           | Rosario Álvarez de Toledo, III marquesa de Valverde (1901-1955)                                           | Rosario Álvarez de Toledo, III marquesa de Valverde (1901-1955)                                           | Rosario Álvarez de Toledo, III marquesa de Valverde (1901-1955)                                           | Rosario Álvarez de Toledo, III marquesa de Valverde (1901-1955)                                           |  |  |  |  |  |  |  |  |  |  |
|                                                                                    |                                                                                    |                                                                                    |                                                                                    |                                                                                    |                                                                                    |  |  |                                                                                               |                                                                                               |                                                                                               |                                                                                               |                                                                                               |                                                                                               |  |  | | | | | | |  |  | Salvador Ferrandis, IV marqués de Valverde († 2015)                                                         | | | | | |  |  |  |  |  |  |  |  |  |  |
|                                                                                    |                                                                                    |                                                                                    |                                                                                    |                                                                                    |                                                                                    |  |  |                                                                                               |                                                                                               |                                                                                               |                                                                                               |                                                                                               |                                                                                               |  |  | | | | | | |  |  | | | | | | |  |  |  |  |  |  |  |  |  |  |
|                                                                                    |                                                                                    |                                                                                    |                                                                                    |                                                                                    |                                                                                    |  |  |                                                                                               |                                                                                               |                                                                                               |                                                                                               |                                                                                               |                                                                                               |  |  | | | | | | |  |  | Salvador Ferrandis, V marqués de Valverde                                                                   | | | | | |  |  |  |  |  |  |  |  |  |  |